# Juviles
Juviles település Spanyolországban, Granada tartományban. Juviles Trevélez, Bérchules, Lobras, Cástaras és Busquístar községekkel határos. Lakosainak száma 138 fő (2024).

## Népesség
A település népessége az elmúlt években az alábbi módon változott:
| Lakosok száma | 173  | 178  | 177  | 176  | 167  | 134  | 148  | 153  | 136  | 138  |
|               | 2001 | 2004 | 2006 | 2009 | 2011 | 2014 | 2016 | 2019 | 2021 | 2024 |